# Pedicellaster atratus
Pedicellaster atratus is een zeester uit de familie Pedicellasteridae.
De wetenschappelijke naam van de soort werd in 1893 gepubliceerd door Alfred William Alcock.